# Auzainvilliers
 Auzainvilliers  es una población y comuna francesa, en la región de Lorena, departamento de Vosgos, en el distrito de Neufchâteau y cantón de Bulgnéville.

## Demografía
| 197 | 197 | 183 | 225 | 220 | 210 |
| Para los censos de 1962 a 1999 la población legal corresponde a la población sin duplicidades (Fuente: INSEE [Consultar]) |     |     |     |     |     |